# American Music Awards
Pour les articles homonymes, voir AMA.
Les American Music Awards sont l'une des cérémonies les plus importantes des États-Unis visant à récompenser le monde musical. Les deux autres cérémonies importantes du domaine étant les Billboard Music Awards et les Grammy Awards.

## Histoire

### Conception
La cérémonie fut créée en 1973 par Dick Clark pour la chaîne de télévision américaine ABC lorsque le contrat de cette chaîne avec les Grammys a expiré.

### Différences entre les Grammy Awards et les AMAs
Alors que les Grammy Awards sont décernés par rapport aux votes de membres du National Academy of Recording Arts and Sciences, les AMAs sont décernés par des investisseurs dans le domaine de la musique et sont uniquement basés sur des ventes, des activités sur les réseaux sociaux ou des nombres de vues sur Internet. Les AMAs récompensent ainsi le succès commercial des artistes, non-pas leurs qualités artistiques. 
Une autre différence est que les AMAs n'ont pas de récompense pour la catégorie du meilleur titre simple alors que les deux autres cérémonies l'ont.
De 1973 jusqu'à 2002, la cérémonie des AMAs se déroulent en janvier (comme les Grammy Awards) mais elle est ensuite déplacée en novembre à partir de 2003 pour éviter que la cérémonie n'ait lieu en même temps que les cérémonies des Golden Globes et des Oscars.

### Informations
Depuis l'instauration des Billboard Music Awards en 1989, certains artistes ont déjà remporté des prix dans les trois cérémonies (Les Dixie Chicks et Céline Dion) la même année.
Bien que la cérémonie se déroule aux États-Unis, quelques artistes Européens (Anglais et Irlandais) ont remporté des prix (Elton John, George Michael, One direction puis Zayn Malik en solo en 2016), ainsi qu'un groupe de Kpop, BTS, en 2017.

## Catégories de récompense
- Artiste de l'année (1996, 2004-)
- Nouvel artiste de l'année (2004-)
- Collaboration de l'année (2015-)
- Tournée de l'année (2016-)
- Vidéoclip de l'année (2016-)
- Artiste Masculin Favori - Pop/Rock (1974-)
- Artiste Féminine Favorite - Pop/Rock (1974-)
- Groupe ou Duo Favori - Pop/Rock (1974-)
- Album Favori - Pop/Rock (1974-)
- Chanson Favorite - Pop/Rock (1974-1995, 2016-)
- Artiste Masculin Favori - Country (1974-)
- Artiste Féminine Favorite - Country (1974-)
- Groupe ou Duo Favori - Country (1974-)
- Album Favori - Country (1974-)
- Chanson Favorite - Country (1974-1995, 2016-)
- Artiste Favori - Rap/Hip-Hop (1989-2002, 2006-)
- Album Favori - Rap/Hip-Hop (1989-1992, 2003-)
- Chanson Favorite - Rap/Hip-Hop (2016-)
- Artiste Masculin Favori - Soul/R&B (1974-)
- Artiste Féminine Favorite - Soul/R&B (1974-)
- Album Favori - Soul/R&B (1974-)
- Chanson Favorite - Soul/R&B (1974-1995, 2016-)
- Artiste Favori - Alternatif Rock (1995-)
- Artiste Favori - Adulte Contemporain (1992-)
- Artiste Favori - Latino (1998-)
- Album Favori - Latino (1998-2002, 2020-)
- Artiste Favori - Spirituel Contemporain (2002-)
- Artiste Favori - Electronic Dance Music (EDM) ou en français "Musique Dance & Électronique" (2012-)
- Top Bande Sonore (1996-2003, 2007-2010, 2013-)
- Prix du Mérite (1974-2004, 2008, 2016-)
- Artiste K-Pop favori (2022-)

Le "Prix du Mérite" est un ensemble de récompenses rendant hommage aux artistes ou groupes. Divers prix honorifiques ont été créés afin de souligner la reconnaissance de leur carrière, tels que le Special Achievement Award pour Michael Jackson (1989), Prince (musicien)(1990), Mariah Carey (2000), Katy Perry (2011) ; l'International Artist Award pour Michael Jackson (1993), Rod Stewart (1994), Led Zeppelin (1995), Bee Gees (1997), Beyoncé (2007) ; le Coca Cola New Music Award pour Carbon Leaf (en 2002) ; l'Honorary Award pour Mariah Carey (en 2008) ; l'Icon Award pour Rihanna (en 2013) ; et le Dick Clark Award for Excellence pour Taylor Swift (en 2014).

## Lauréats

### Artistes ayant gagnés le plus de récompenses
Taylor Swift devient l'artiste ayant gagné le plus de récompenses durant les American Music Awards avec 40 trophées. 
Le groupe le plus récompensé est Alabama avec 23 trophées.
- Taylor Swift : 40
- Michael Jackson : 24
- Alabama : 23
- Whitney Houston : 22

### Artistes ayant gagné le plus de récompenses en une année
C'est le rappeur canadien Drake qui, en 2016, a gagné le plus de récompenses en une année, en en obtenant 13.
- Drake : 13 (2016)

- Michael Jackson : 8 (1984)

- Whitney Houston : 8 (1994)

- Bruno Mars : 7 (2017)

### Récompense de l'artiste de la décennie
Les American Music Awards ont intégré la catégorie spéciale  de l'artiste de la décennie : 7 récompenses ont été décernées aux meilleurs artistes des décennies précédentes (années 1950, 1960, 1970, 1980, 1990, 2000 et 2010). 
- '50s : Elvis Presley
- '60s : The Beatles
- '70s : Stevie Wonder
- '80s : Michael Jackson
- '90s : Garth Brooks (2000)
- '00s : Eminem (2010)
- '10s : Taylor Swift (2019)

## Palmarès

### American Music Awards 1987

#### Album pop/rock préféré
- Top Gun – Bande originale du film

### American Music Awards 1999

#### Meilleure bande-son
- Armageddon

### American Music Awards 2001

#### Meilleure bande-son
- Coyote Girls (Coyote Ugly)